# ميشيل باخوم
ميشيل باخوم (23 يونيو 1913 - 21 أبريل 1981) هو مهندس انشائي مصري، ومؤسس مكتب تصميم لمشاريع الهندسة المدنية الكبرى بالاشتراك مع أحمد محرم عام 1950 ، وكان أستاذ لعلم هندسة الإنشاءات بكلية الهندسة جامعة القاهرة.
قام بتصميم، أو مراجعة تصميم، معظم الجسور والمطارات، والأنفاق والقناطر وصوامع الغلال في مصر والكثير من الدول العربية والأفريقية وهو صاحب فكرة إنشاء واشترك في تصميم استاد القاهرة مع المهندس المعماري الألماني «فيرنر مارش» Werner March وهو نفس المهندس مصمم الملعب الأولمبي في برلين.
كما قام بالتصميم الإنشائي للكاتدرائية المرقسية بالعباسية.

## حياته
ولد المهندس ميشيل باخوم في عام 1913 وحصل على بكالوريوس وماجستير الهندسة المدنية من جامعة القاهرة، ودبلوم في الهندسة الإنشائية من معهد المهندسين الإنشائيين بلندن (ISE)، ودكتوراه الهندسة المدنية من جامعة القاهرة، ودكتوراه ثانية في الهندسة المدنية من جامعة إلينوي، ودراسات عليا من جامعة كولومبيا.

## المناصب التي تولاها
عمل مهندساً بوزارة الأشغال، ومعيدا بكلية الهندسة جامعة القاهرة عام 1937، حيث قام بالتدريس والعمل في معمل الخرسانة المسلحة ومعمل ميكانيكا التربة والأساسات. وترقى في درجاته حتى أصبح أستاذ كرسي حساب الإنشاءات ونظرية المرونة بقسم الهندسة الإنشائية عام 1957، ثم أستاذا متفرغا بقسم الإنشاءات بالكلية عام 1973.

## الهندسة الإنشائية

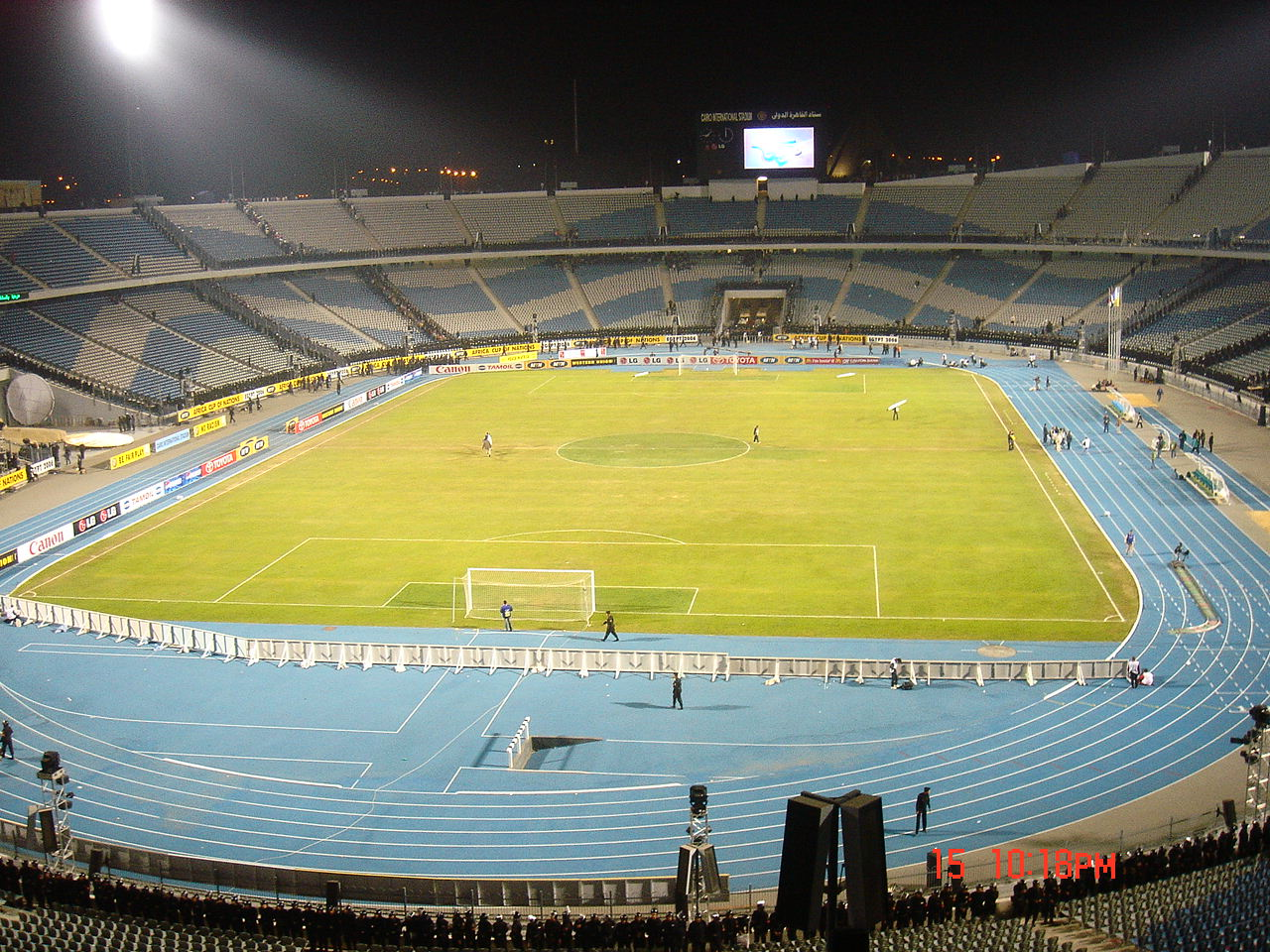
ميشيل باخوم صمم ستاد القاهرة الرياضي

حيث قام بتصميم العديد من الأعمال الإنشائية الحيوية بمصر والعالم العربي والدول الأفريقية منها:
- الكباري الخرسانية سابقة الإجهاد على النيل
- الأسقف القشرية لمعرض القاهرة الدولي
- فندق شيراتون القاهرة
- مطار الكويت
- مصانع الأسمنت بمصر وليبيا

وقد اختير عضوا باللجنة المسئولة عن مراجعة وتطوير المواصفات للخرسانة المسلحة وسابقة الإجهاد وذلك في معهد بحوث البناء. وكان عضواً بلجنة معهد البحوث القومي لبحث وسائل توفير حديد التسليح في الخرسانة. ومشرفاً على أبحاث الخرسانة التي يقوم بها معهد بحوث البناء. وخبيراً للقوات الجوية في أعمال إنشاء المطارات والحظائر. قام بالإشراف على العديد من بحوث الماجستير (21 رسالة) والدكتوراه (6 رسائل) في مجالات الخرسانة المسلحة والخرسانة سابقة الإجهاد والتحليل الإنشائي.

## نظرية المرونة والليونة
بدأ ميشيل باخوم بحوثه منذ تعيينه بالكلية وعمل أبحاثا في نظرية المرونة والليونة والحمل الأقصى والتصميم الحدي والانبعاج للأعمدة الطويلة وابتكر لهذه الأعمدة جهازاً مبسطاً. وبدأ بمحاولة إيجاد طرق مبسطة لتصميم القطاعات الخرسانية المعرضة للعزوم، وأوجد حلاً لمشكلة القطاعات الخرسانية المعرضة لقوى غير محورية.

## مؤلفاته
نشر 29 بحثاً علمياً في مجال الخرسانة المسلحة وسابقة الإجهاد وتحليل وميكانيكا الإنشاءات بالاشتراك مع تلاميذه وأساتذته وبحوث منفردة. ألف كتاب "Structural Mechanics"من جزئيين ألف كتاب " Structural Analysis " تحت الطبع". شارك في العديد من المؤتمرات العلمية الدولية في مجالات الخرسانة المسلحة وسابقة الإجهاد وكان موضع التكريم في مؤتمر FIP في باريس عام 1966 للتصميمات المبتكرة للأسقف القشرية بمعرض القاهرة الدولي.

## الأوسمة التي حصل عليها
حصل على وسام العلوم والفنون من الطبقة الأولى عام 1963، حصل على وسام التجارة والصناعة من الطبقة الأولى عام 1964. كان في دراسته العليا بأمريكا موضعا للتكريم فلم تمض على التحاقه بجامعة الينوى مدة وجيزة حتى عين بهيئة التدريس بها. كما منح العضوية الكاملة لجمعية البحوث الأمريكية وهي أعلى هيئة علمية أمريكية يندر الحصول على عضويتها مباشرة قبل البقاء مدة في درجة الزمالة – كما درست طرقه المنشورة باسمه من أساتذة عظام مثل بروفسور مورجان (زميل بروفسور هاردي كروسي)في كتاب (Cross & Morgan) وبروفسور شيد وغيرهم.